# لئون مکرتچیان (تاریخ‌نگار ادبی)
لئون مکردچی مکردجیان (ارمنی: Լևոն Մկրտչի Մկրտչյան؛  زادهٔ ۲ مارس ۱۹۳۳ - درگذشته ۲۲ اوت ۲۰۰۱) نویسنده، تاریخ‌نگار ادبی و آکادمیسین اهل ارمنستان بود.

## زندگی‌نامه
وی در ۲ مارس ۱۹۳۳ در آخالتسیخه به دنیا آمد و از دانشکده زبان روسی دانشگاه دولتی ایروان فارغ‌التحصیل گشت. وی در دانشگاه دولتی ایروان و دانشگاه ارمنی-روسی فعالیت می‌کرد. همچنین برندهٔ جوایزی همچون نشان پرچم سرخ کار، نشان پیش‌کسوت کار و جایزه دولتی ارمنستان شوروی شده‌است. مکردجیان عضو فرهنگستان ملی علوم ارمنستان بود. وی در ۲۲ اوت ۲۰۰۱ در سن ۶۸ سالگی در ایروان درگذشت.